# Rebecca Solnit
Rebecca Solnit (Bridgeport, 24 de junho de 1961) é uma escritora estadunidense. Em suas obras, aborda vários temas, como ambiente, política, localização e artes. Solnit é uma colaboradora da Harper's Magazine, em que escreve, bimestralmente, o artigo "Easy Chair". É conhecida por ter cunhado o termo "mansplaining", mas como é explicado em seu livro "Os Homens Explicam Tudo Para Mim" o termo na verdade não foi cunhado por ela, mas sim inspirado pelo seu artigo de mesmo nome. A autora acha o termo generalizante. .